# L'Hacienda rouge
Pour plus de détails, voir Fiche technique et Distribution.

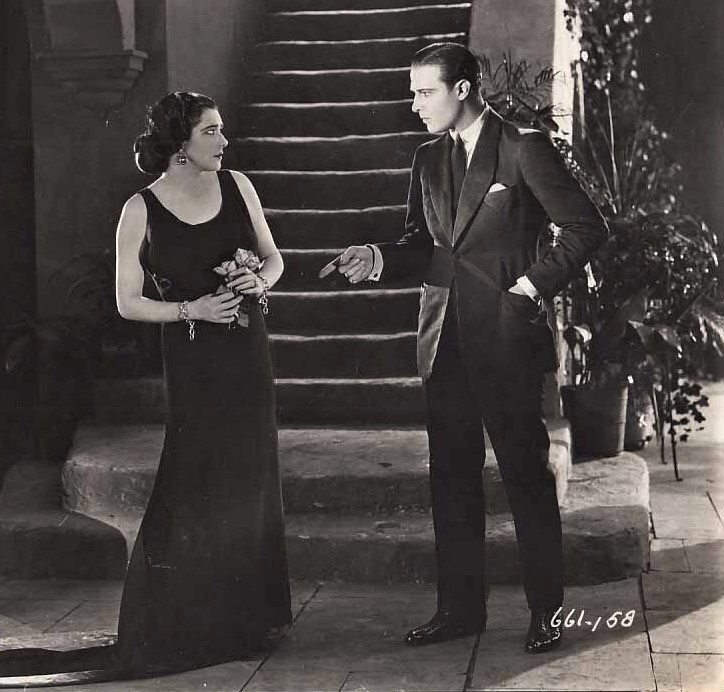
Nita Naldi et Rudolph Valentino

L'Hacienda rouge (A Sainted Devil) est un film muet américain réalisé par Joseph Henabery, sorti en 1924.
Il est à ce jour réputé perdu.

## Synopsis
Peu après le mariage de Don Alonzo Castro avec Julietta, celle-ci est enlevée par le bandit El Tigre, à la solde de Carlotta, la maîtresse du marié avant les noces. Don Alonzo part alors sur les traces du bandit.

## Fiche technique
- Titre : L'Hacienda rouge
- Titre original : A Sainted Devil
- Réalisation : Joseph Henabery
- Scénario : Forrest Halsey (en), d'après l'histoire Rope's End de Rex Beach
- Directeur de la photographie : Harry Fischbeck
- Directeur artistique : Lawrence Hitt
- Décors de plateau : Jack Wright
- Costumes : Norman Norell
- Producteurs  : Jesse L. Lasky et Adolph Zukor
- Compagnie de production : Famous Players-Lasky
- Compagnie de distribution : Paramount Pictures
- Genre : Drame
- Film muet en noir et blanc - 90 minutes
- Date de sortie:
  - États-Unis : 17 novembre 1924

## Distribution
- Rudolph Valentino : Don Alonzo Castro
- Nita Naldi : Carlotta
- Helen D'Algy : Julietta
- Dagmar Godowsky : Doña Florencia
- Jean Del Val : Casimiro
- Antonio D'Algy : Don Luis
- George Siegmann : El Tigre
- Rogers Lytton : Don Baltasar
- Isabel West : Doña Encarnación
- Louise Lagrange : Carmelita
- Rafael Bongini : Congo
- Frank Montgomery : l'espion indien
- William Betts : le prêtre
- Edward Elkas : le notaire
- A. De Rosa : Jefe Politico
- Ann Brody : la duègne
- Evelyn Axzell : Guadulupe
- Marie Diller : Irala